# Tartonne
Tartonne est une commune française, située dans le département des Alpes-de-Haute-Provence en région Provence-Alpes-Côte d'Azur.
Le nom de ses habitants est Tartonnais.

### Localisation

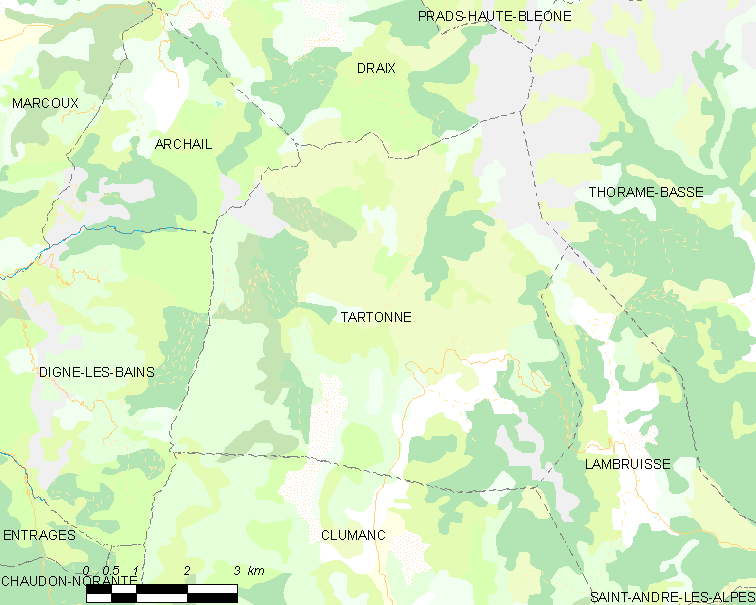
Tartonne et les communes voisines (Cliquez sur la carte pour accéder à une grande carte avec la légende).

## Géographie
| Archail         | Draix    | Thorame-Basse |
| Digne-les-Bains | Tartonne |               |
|                 | Clumanc  | Lambruisse    |

### Géologie et relief
Le paysage est marqué par la robine, une roche sédimentaire de couleur noire qui est très molle et friable à l'air, mais qui est très solide en sous-sol.
La commune compte 200 ha de bois et forêts, soit seulement 4,5 % de sa superficie.
Le périmètre de protection de la Réserve naturelle géologique de Haute-Provence couvre également la commune de Tartonne.

### Hydrographie et les eaux souterraines
Cours d'eau sur la commune ou à son aval :
- rivière l'Asse de Clumanc,
- torrents de la Salaou, l'Encure,
- ravins des Sauzeries, du Riou de Séourne.

### Voies de communication et transports

#### Voies routières
Au XIXe siècle, le percement de la clue de la Peine permet le passage de convois plus importants, et raccourcit le trajet (30 km au lieu de 55 km). Cette route est abandonnée dans la seconde moitié du XXe siècle avec l'arrivée de l’automobile et la création de routes départementales.
Le village est desservi par les départementales 8, 19 et 219.

### Climat
Pour des articles plus généraux, voir Climat de Provence-Alpes-Côte d'Azur et Climat des Alpes-de-Haute-Provence.
En 2010, le climat de la commune est de type climat méditerranéen altéré, selon une étude du Centre national de la recherche scientifique s'appuyant sur une série de données couvrant la période 1971-2000. En 2020, Météo-France publie une typologie des climats de la France métropolitaine dans laquelle la commune est exposée à un climat de montagne ou de marges de montagne et est dans la région climatique Alpes du sud, caractérisée par une pluviométrie annuelle de 850 à 1 000 mm, minimale en été.
Pour la période 1971-2000, la température annuelle moyenne est de 10,7 °C, avec une amplitude thermique annuelle de 16,7 °C. Le cumul annuel moyen de précipitations est de 912 mm, avec 7 jours de précipitations en janvier et 5,2 jours en juillet. Pour la période 1991-2020, la température moyenne annuelle observée sur la station météorologique de Météo-France la plus proche, « Digne les Bains », sur la commune de Digne-les-Bains à 12 km à vol d'oiseau, est de 12,2 °C et le cumul annuel moyen de précipitations est de 681,2 mm. 
La température maximale relevée sur cette station est de 42,1 °C, atteinte le 28 juin 2019 ; la température minimale est de −17,8 °C, atteinte le 4 février 2012,,.
Les paramètres climatiques de la commune ont été estimés pour le milieu du siècle (2041-2070) selon différents scénarios d'émission de gaz à effet de serre à partir des nouvelles projections climatiques de référence DRIAS-2020. Ils sont consultables sur un site dédié publié par Météo-France en novembre 2022.

### Habitat et hameaux
Comme sa voisine Clumanc, Tartonne ne correspond pas à une agglomération précise, ce qui est assez peu commun.
L'habitat est très dispersé, et l'on peut distinguer 7 hameaux très éloignés les uns des autres : 
- le Petit Défend à 850 m d'altitude,
- Plan-de-Chaude : hameau principal à 975 m qui constitue le chef-lieu avec la mairie,
- le Viable,
- le Touron,
- les Laugiers  1 200 m),

Cet éloignement s'explique par la pauvreté du terroir, et la difficulté de construire : les fortes dénivellations, la présence de nombreux cours d'eau et l'instabilité du terrain font que plus de 85 % du territoire de la commune est inconstructible.

### Risques majeurs
La commune de Tartonne est exposée à trois risques naturels :
- feu de forêt ;
- inondation ;
- mouvement de terrain : plusieurs versants de la commune sont concernés par un aléa moyen à fort[11].

La commune de Tartonne n’est exposée à aucun des risques d’origine technologique recensés par la préfecture et aucun plan de prévention des risques naturels prévisibles (PPR) n’existe pour la commune ; le Dicrim existe depuis 2011.
La commune a été l’objet d’arrêtés de catastrophe naturelle pour des inondations et des coulées de boue en 1994 et 2011.

### Sismicité
Aucune des 198 communes du département n'est en zone de risque sismique nul. L'ancien canton de Barrême auquel appartenait Tartonne est en zone 1b (sismicité faible) selon la classification déterministe de 1991, basée sur les séismes historiques, et en zone 4 (risque moyen) selon la classification probabiliste EC8 de 2011.

### Toponymie
Le nom de la localité (Tortona en 1199, Tartona en 1200), serait formé sur la racine préceltique *Tortona, d’origine et de sens inconnus selon Ernest Nègre, attribué par Charles Rostaing à une racine en *Tar, désignant la pierre et par le couple Fénié à un oronyme (caractérisant le relief). Nègre est contesté par Raymond Sindou, qui juge peu probable une absence d’évolution du toponyme pendant 1 500 ans, et propose de comparer, sans avancer de sens, Tortona à Dertosa en Tarraconaise et à Dertona en Gaule cisalpine.
Le nom du sommet du Cucuyon (1 886 m), est formé sur la racine préceltique *Kug-, autre oronyme, avec redoublement et ajout d’un suffixe diminutifFenié et Fenié 2002, p. 20.

## Histoire

### Antiquité
Les premières traces d’occupation datent de l'époque gallo-romaine à l'emplacement actuel du hameau du Petit Défend. Auguste fait la conquête de la vallée des Asses en même temps que celle des Alpes, qu’il achève en 14 av. J.-C. Il est difficile de connaître le nom du peuple gaulois qui peuplait la vallée, et le nom de la civitas dont Tartonne dépendait au Haut-Empire : Eturamina (Thorame) ou Sanitensium (Senez). À la fin de l’Empire romain, le rattachement à celle de Sanitensium, et à son diocèse, sont avérés avec la disparition de l’évêché de Thorame.

### Moyen Âge
Les deux communautés, de La Peine et de Tartonne, sont signalées dans les chartes au XIIIe siècle
. En 1342, les deux communautés de Tartonne et de La Peine sont rattachées à la viguerie de Castellane par le comte de Provence. Ce n'est qu'au XIIe siècle que le village commence à se développer, dans la mesure où le village est situé sur la route reliant Digne-les-Bains à Colmars en passant par Thorame, et qu'une source d'eau salée a été trouvée, permettant aux habitants de ne pas payer la gabelle. Le village vit principalement de l'agriculture (cultures maraîchères[réf. nécessaire], ovins) et de la récolte du sel, grâce à la source salée concédée par la reine Jeanne en 1402.
Durant tout le Moyen Âge, le village est rasé plusieurs fois. La communauté La Pène (ou la Peine) est fortement dépeuplée par la crise du XIVe siècle (Peste noire et guerre de Cent Ans) et annexée par celle de Tartonne au XVe siècle, mais continue de constituer un fief distinct. Il était constitué de bâtiments civils et d'un monastère abandonné avant la Révolution. La seule trace de cette présence monastique est l’oratoire à Saint-Gervais qui a été installé à l'entrée du hameau, à l'endroit où les villageois avaient installé la croix de bois de la chapelle du monastère, après son démantèlement. Ce monastère et les bâtiments civils ont appartenu à la famille du célèbre philosophe dignois Gassendi. Tartonne n’est pas épargnée par les guerres de religion (avec un pillage en 1574) : la population passe d'environ 500 à 200 habitants. Le modeste château de Maladrech est construit en 1642, à proximité de la route menant vers Digne.

### Période moderne
Les seigneurs successifs sont les Baux (du XIIIe au XVe siècle), les d’Agoult aux XIVe et XVe siècles, les Villeneuve aux XVIe et XVIIe siècles, et enfin les Gassendi jusqu’à la Révolution. À la fin de l’Ancien Régime, la communauté est rattachée à la viguerie du Val de Barrême.

### Révolution française
Durant la Révolution, la commune compte une société patriotique, créée après la fin de 1792.

### Époque contemporaine
La Révolution et l’Empire apportent nombre d’améliorations, dont une imposition foncière égale pour tous, et proportionnelle à la valeur des biens de chacun. Afin de la mettre en place sur des bases précises, la levée d’un cadastre est décidée. La loi de finances du 15 septembre 1807 précise ses modalités, mais sa réalisation est longue à mettre en œuvre, les fonctionnaires du cadastre traitant les communes par groupes géographiques successifs. Ce n’est qu’en 1837 que le cadastre dit napoléonien de Tartonne est achevé.
Tartonne est occupée durant la Seconde Guerre mondiale par les troupes italiennes dès 1940. L'environnement, de nombreux parachutages d'armes et l'instauration du STO (qui conduit beaucoup de jeunes à venir dans les environs) permettent aux résistants de mener des actions d'envergure contre l'armée allemande, qui occupe la région dès 1942. En représailles, de nombreuses maisons sont incendiées et le château de Maladrech, qui servait de cache, détruit.

## Politique et administration

### Liste des maires
| Période                                  | Période                         | Identité         | Étiquette | Qualité                                             |
| ---------------------------------------- | ------------------------------- | ---------------- | --------- | --------------------------------------------------- |
| Les données manquantes sont à compléter. |                                 |                  |           |                                                     |
| mai 1945                                 |                                 | Jean Maurel      | Résistant | Ancien Résistant, se présente sous cette étiquette. |
| décembre 1981                            | mars 1989                       | Serge Dho        | PCF       | Conseiller général du canton de Barrême (1979-1992) |
| mars 1989                                | mars 2008                       | Guénolé Vallon,  | PCF       |                                                     |
| mars 2008                                | mai 2020                        | François Serra,  | SE        | Maire honoraire                                     |
| mai 2020                                 | En cours (au 22 septembre 2020) | Jean-Louis Silvy | SE        | Agent territorial                                   |

### Budget et fiscalité 2016
En 2016, le budget de la commune était constitué ainsi :
- total des produits de fonctionnement : 181 000 €, soit 1 248 € par habitant ;
- total des charges de fonctionnement : 198 000 €, soit 1 364 € par habitant ;
- total des ressources d’investissement : 181 000 €, soit 1 250 € par habitant ;
- total des emplois d’investissement : 175 000 €, soit 1 203 € par habitant.
- endettement : 28 000 €, soit 196 € par habitant.

Avec les taux de fiscalité suivants :
- taxe d’habitation : 12,98 % ;
- taxe foncière sur les propriétés bâties : 13,75 % ;
- taxe foncière sur les propriétés non bâties : 83,88 % ;
- taxe additionnelle à la taxe foncière sur les propriétés non bâties : 58,73 % ;
- cotisation foncière des entreprises : 30,63 %.

Chiffres clés Revenus et pauvreté des ménages en 2014 : Médiane en 2014 du revenu disponible, par unité de consommation : 15 935 €.

### Intercommunalité
Tartonne a fait partie jusqu'en 2016 de la communauté de communes du Moyen Verdon. Depuis le 1er janvier 2017, elle est membre de la communauté de communes Alpes Provence Verdon - Sources de Lumière.

## Urbanisme

### Typologie
Au 1er janvier 2024, Tartonne est catégorisée commune rurale à habitat très dispersé, selon la nouvelle grille communale de densité à 7 niveaux définie par l'Insee en 2022.
Elle est située hors unité urbaine et hors attraction des villes,.

### Occupation des sols
L'occupation des sols de la commune, telle qu'elle ressort de la base de données européenne d’occupation biophysique des sols Corine Land Cover (CLC), est marquée par l'importance des forêts et milieux semi-naturels (91,1 % en 2018), en diminution par rapport à 1990 (94,3 %). La répartition détaillée en 2018 est la suivante : 
milieux à végétation arbustive et/ou herbacée (48,1 %), forêts (29,7 %), espaces ouverts, sans ou avec peu de végétation (13,4 %), zones agricoles hétérogènes (8,9 %).
L'évolution de l’occupation des sols de la commune et de ses infrastructures peut être observée sur les différentes représentations cartographiques du territoire : la carte de Cassini (XVIIIe siècle), la carte d'état-major (1820-1866) et les cartes ou photos aériennes de l'IGN pour la période actuelle (1950 à aujourd'hui).

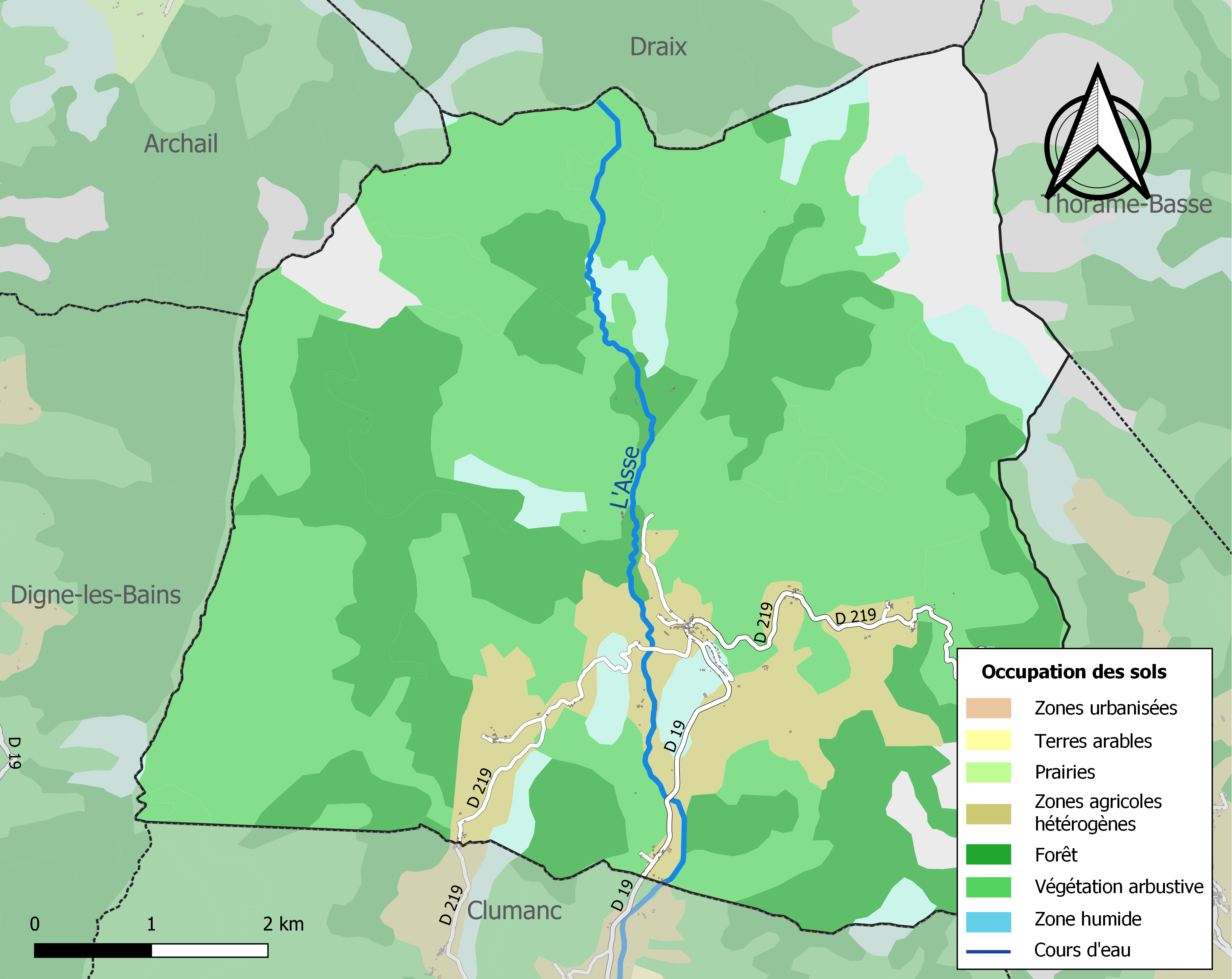
Carte de l'occupation des sols de la commune en 2018 (CLC).

## Population et société

### Démographie

#### Évolution démographique
L'évolution du nombre d'habitants est connue à travers les recensements de la population effectués dans la commune depuis 1765. Pour les communes de moins de 10 000 habitants, une enquête de recensement portant sur toute la population est réalisée tous les cinq ans, les populations de référence des années intermédiaires étant quant à elles estimées par interpolation ou extrapolation. Pour la commune, le premier recensement exhaustif entrant dans le cadre du nouveau dispositif a été réalisé en 2008.

En 2022, la commune comptait 127 habitants, en évolution de −6,62 % par rapport à 2016 (Alpes-de-Haute-Provence : +2,84 %, France hors Mayotte : +2,11 %).
| 1765 | 1793 | 1800 | 1806 | 1821 | 1831 | 1836 | 1841 | 1846 |
| ---- | ---- | ---- | ---- | ---- | ---- | ---- | ---- | ---- |
| 473  | 502  | 488  | 515  | 506  | 512  | 489  | 489  | 446  |

| 1851 | 1856 | 1861 | 1866 | 1872 | 1876 | 1881 | 1886 | 1891 |
| ---- | ---- | ---- | ---- | ---- | ---- | ---- | ---- | ---- |
| 394  | 371  | 380  | 384  | 378  | 345  | 350  | 347  | 333  |

| 1896 | 1901 | 1906 | 1911 | 1921 | 1926 | 1931 | 1936 | 1946 |
| ---- | ---- | ---- | ---- | ---- | ---- | ---- | ---- | ---- |
| 311  | 275  | 245  | 255  | 199  | 194  | 167  | 152  | 125  |

| 1954 | 1962 | 1968 | 1975 | 1982 | 1990 | 1999 | 2006 | 2008 |
| ---- | ---- | ---- | ---- | ---- | ---- | ---- | ---- | ---- |
| 139  | 123  | 104  | 98   | 101  | 113  | 131  | 138  | 140  |

| 2013 | 2018 | 2022 | - | - | - | - | - | - |
| ---- | ---- | ---- | - | - | - | - | - | - |
| 140  | 133  | 127  | - | - | - | - | - | - |

| 1315    | 1471    |
| ------- | ------- |
| 65 feux | 44 feux |

L’histoire démographique de Tartonne, après la saignée des XIVe et XVe siècles et le long mouvement de croissance jusqu’au début du XIXe siècle, est marquée par une période d’« étale » où la population reste stable à un niveau élevé. Cette période dure de 1806 à 1846. L’exode rural provoque ensuite un mouvement de baisse de la population, qui plus est un mouvement de longue durée. Dès 1911, la commune enregistre la perte de plus de la moitié de sa population (par rapport au maximum historique). Le mouvement de baisse s'interrompt dans les années 1970 et s'inverse jusqu'à nos jours.

### Enseignement
Comme de nombreuses communes du département, Tartonne se dote d’une école bien avant les lois Jules Ferry : en 1863, elle possède déjà une école qui dispense une instruction primaire aux garçons, au chef-lieu. Aucune instruction n’est donnée aux filles : ni la loi Falloux (1851), qui impose l’ouverture d’une école de filles aux communes de plus de 800 habitants, ni la première loi Duruy (1867), qui abaisse ce seuil à 500 habitants, ne concernent Tartonne ; ce n’est qu’avec les lois Ferry que les filles de la commune sont régulièrement scolarisées.

## Lieux et monuments

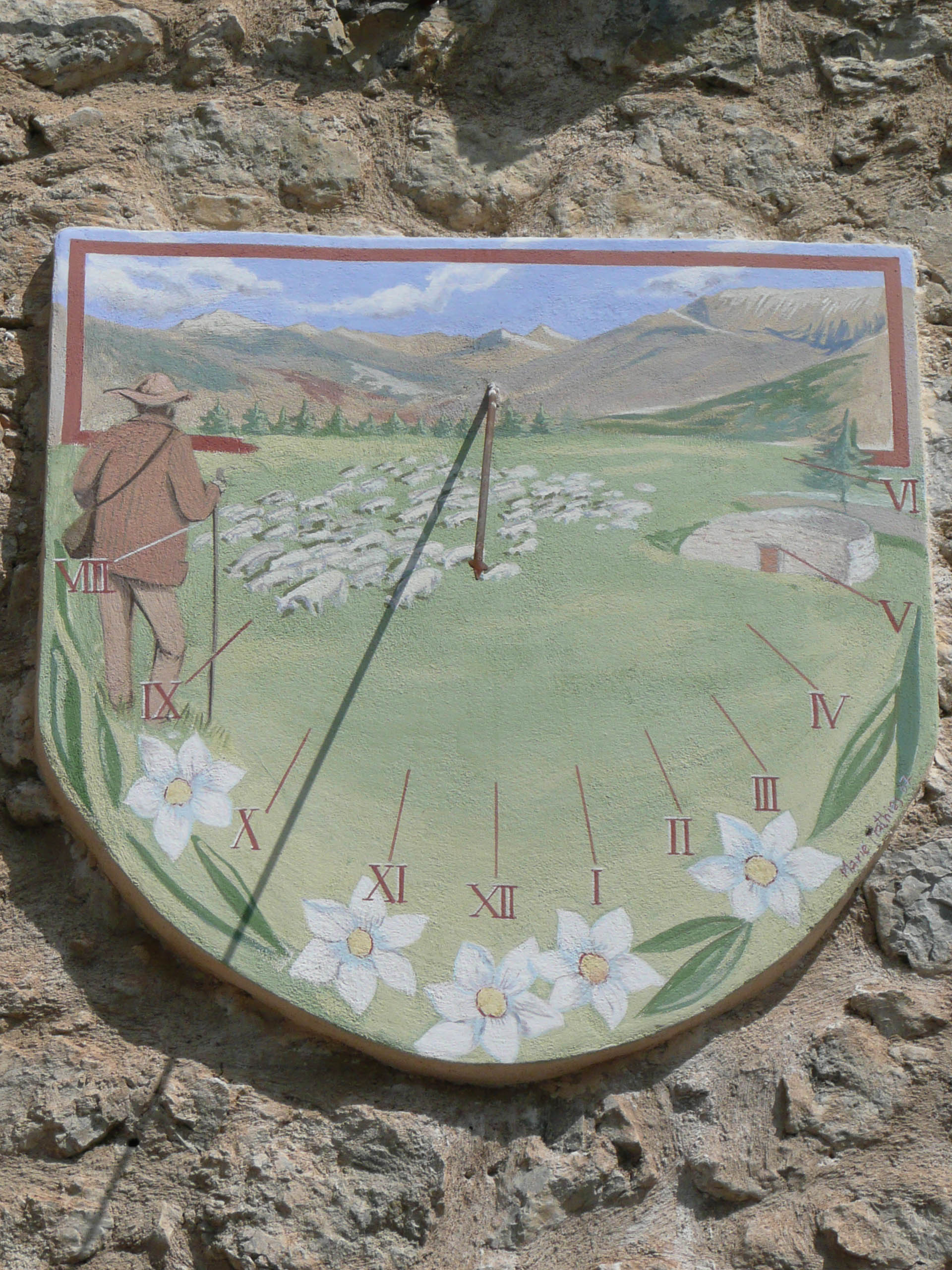
Cadran solaire de l'église Notre-Dame d'Entraigues.

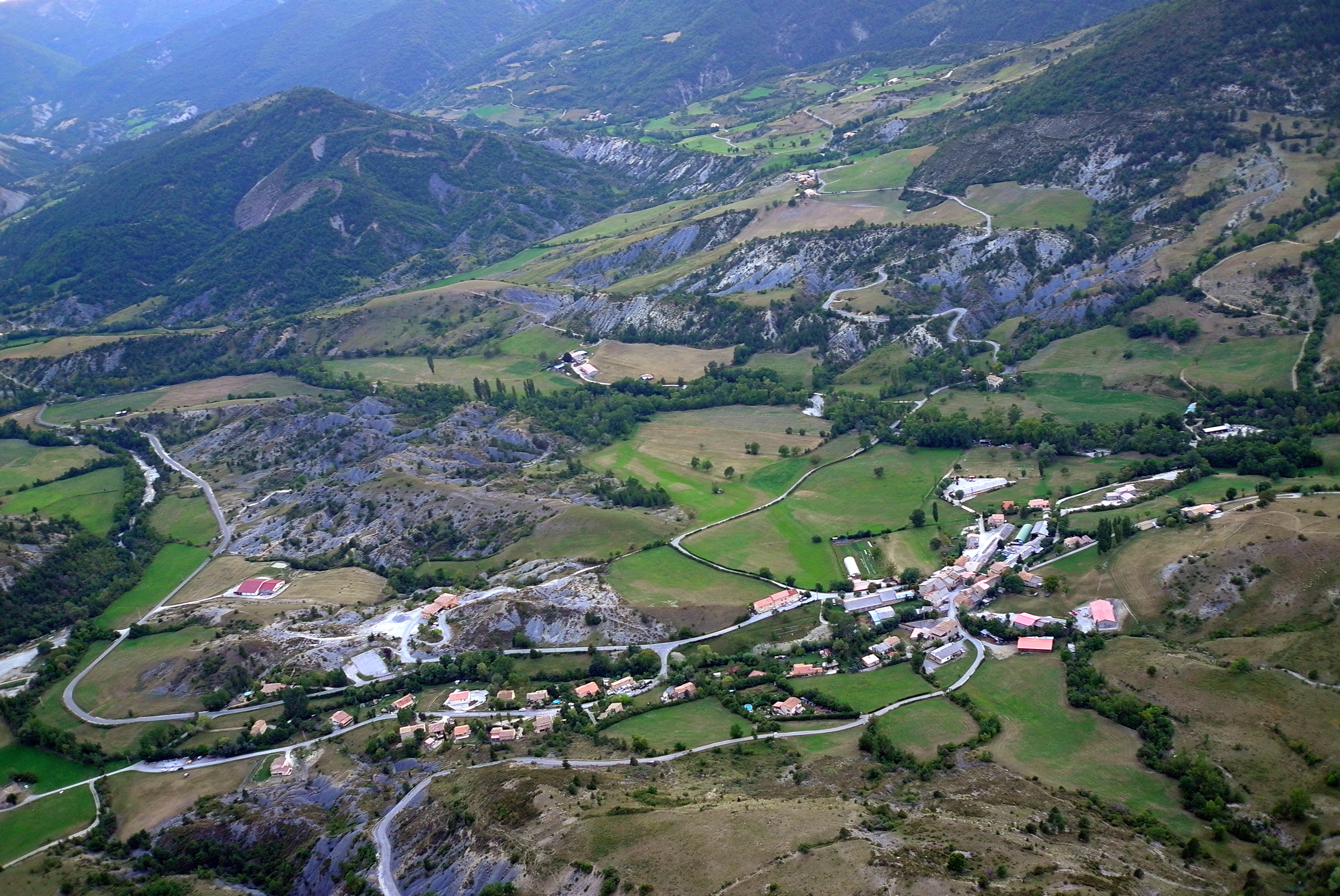
Vue panoramique du village.

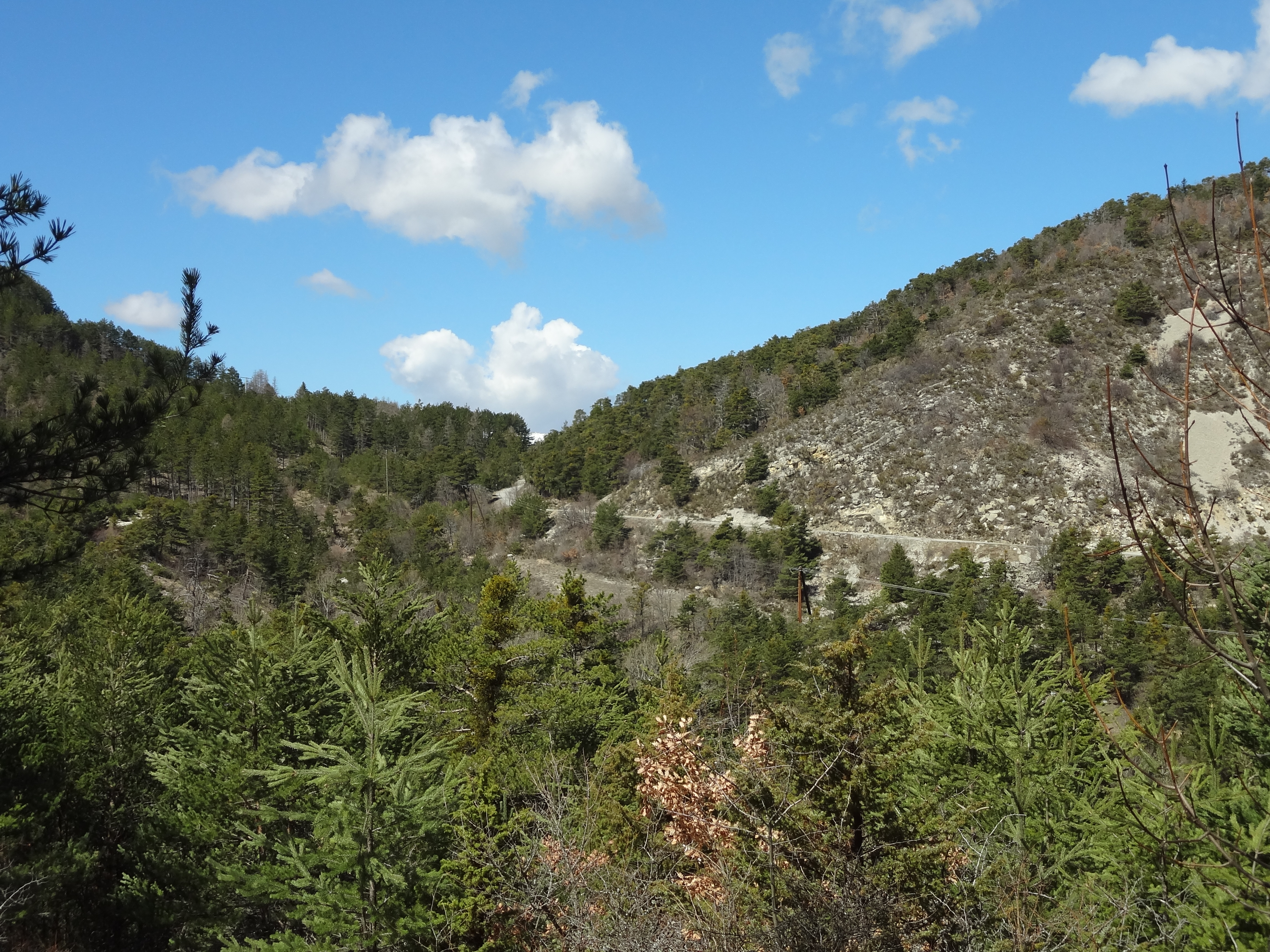
Col du Deffens.

### Église Notre-Dame d'Entraigues
L’église paroissiale est placée sous le vocable de Notre-Dame d’Entraigues et sous le patronage de saint Michel. Elle est construite à l’écart du village, et entourée du cimetière. Le clocher-tour date de 1564, sauf le dernier étage ajouté en 1865. La nef, construite au XIIe siècle, compte trois travées couvertes d’une voûte en berceau, refaite au XVIIe siècle puis en 1830. Le chœur, sous une travée courte, précède l’abside arrondie (XIIIe siècle) ; quelques chapiteaux sont sculptés, avec notamment un atlante. Un projet de bas-côté sur le côté sud a été abandonné ; du côté nord, les deux chapelles datent du XVIIe). C’est un monument historique inscrit depuis le 12 avril 1972. Elle a été restaurée dans les années 1970 (notamment avec la coulée d’une dalle de béton sur la voûte, qui avait tendance à se déformer),. D'autres travaux ont été effectués par une association de sauvegarde de l'édifice : dallage, toit, mur, cadran solaire.
Le mobilier comprend notamment deux cloches, dont une qui daterait du XVIe siècle, et l’autre de 1771. L'église possède plusieurs tableaux, dont une Donation du Rosaire de Patritti (XIXe siècle), un saint Blaise de Sébaste (XIXe siècle également) et un saint Michel terrassant le dragon, ainsi que la statue de Notre-Dame-d'Entraigues (XVIIIe siècle).

### Autres monuments
Le château de Maladrech, avec deux pigeonniers ronds (1644) ; Maladrech signifie mauvais lieu. Une chapelle lui a été ajoutée entre 1764 et 1779, mais est tombée en ruines à la fin du XIXe siècle. Le reste du bâtiment a été partiellement détruit au XIXe siècle. Comprenant deux corps de bâtiment, il comporte également une ferme. La décoration intérieure comprend plafonds à la française, cheminée de gypserie ; de l’extérieur, on peut voir des croisées et un cadran solaire de 1642.

### Autres lieux
- Col du Défens ;
- la clue de la Peine ;
- la source salée de la Salaou, couverte sous une voûte, est un monument historique inscrit depuis le 1er avril 1993[22]
- la chapelle Saint-Jean-Baptiste, ancienne Notre-Dame du Rosaire (1787), au Plan-de-Chaude, au Thouron[53] ;
- la chapelle Sainte-Anne, au Thouron, est construite au milieu XVIIe siècle par les habitants du village[58],[20], restaurée dans les années 1830. De petites dimensions, la nef mesure 8,65 m de long sur 4,8 m à 5,4 m de large[58].

## Personnalités liées à la commune
- Jean Gaspard Gassendi (1749-1806), né à Tartonne, député aux États généraux de 1789 et en 1799.

## Héraldique
| Blason de Tartonne | Blason  | D’or à trois tourteaux de gueules, deux en chef et un en pointe, et une fleur de lys d’azur en cœur,. |
| Blason de Tartonne | Détails | Le statut officiel du blason reste à déterminer.                                                      |